# KTV Chemnitz
Der Kunstturnverein Chemnitz e. V. ist ein Turnverein aus Chemnitz, Sachsen. Er wurde am 22. August 1994 gegründet und ging aus der Sektion Turnen des Chemnitzer Sportclubs, früher SC Karl-Marx-Stadt, hervor. Seit 1991 ist Chemnitz Bundesstützpunkt Turnen des Deutschen Turner-Bunds und Landesstützpunkt Turnen in Sachsen. Gegenwärtig turnen 18 Bundeskader und 25 Landeskader im Bundes- und Landesstützpunkt.